# Койдановская волость
Койдановская волость, Койдановское староство (до середины XVI века), Койдановское графство (с середины XVI века До конца XVII века), Койдановское поместье — крупное феодальное владение в Минском уезде в XVI—XIX веках Центр — местечко Койданово. 
К 1483 году принадлежала великим князьям литовским, потом князю Василию Верейскому (Удалому), позже Гаштольдам, с 1542 года — великим князьям Сигизмунду I Старому, Сигизмунду II Августу. 
В 1551—1831 годах собственность Радзивиллов, которые переименовали староство в графство. С 1793 года в составе Минского уезда Российской империи. 
В 1791 году в Койдановском графстве было 1300 валок (26 тыс. десятин) пастбища, 2324 крестьянские дымы. С конца XVI века до конца XIX века в волость входило от 20 до 66 деревень. За участие Радзивиллов в восстании 1830—1831 годов имение конфисковано в пользу государства, В 1878 передан российским чиновникам Косаковским и Соколову, которым волость принадлежала до 1917 года.
В 1924 году административно-территориальная единица Койдановская волость, вместе с Великасельскай, Станьковской, Старосельский и частью Заславской волостями, вошла в Койдановский район БССР.